# Vérmesék
A Vérmesék (eredeti cím: The Family, más néven Malavita) 2013-ban bemutatott francia akcióvígjáték, amely Tonino Benacquista regényén alapul. A film rendezője Luc Besson, főszereplői Robert De Niro, Michelle Pfeiffer, Tommy Lee Jones, Dianna Agron és John D'Leo.

## Cselekmény
Egy hírhedt New York-i maffiózócsalád, Manzoniék nyugodtan éltek, amíg a családfő, Giovanni (Robert De Niro) vallomást nem tett az FBI-nak, amivel három maffiafőnököt juttatott börtönbe. Giovanni és családja menekülni kényszerül, a tanúvédelmi program keretében feleségével (Michelle Pfeiffer), kamasz lányával és fiával egy franciaországi kisvárosba költöznek. A maffia elől így sem könnyű elbújni, pláne miután Giovanni fejére 20 millió dolláros vérdíjat tűztek ki. A veszélyt fokozza, hogy a családtagok visszatérnek régi szokásaikhoz, így a maffia a nyomukra bukkan...

## Szereplők
| Szerep                                 | Színész              | Magyar hang        |
| -------------------------------------- | -------------------- | ------------------ |
| Fred Blake / Giovanni Manzoni, az apa  | Robert De Niro       | Reviczky Gábor     |
| Maggie Blake / Maggie Manzoni, az anya | Michelle Pfeiffer    | Kovács Nóra        |
| Belle Blake / Belle Manzoni, a lány    | Dianna Agron         | Bogdányi Titanilla |
| Warren Blake / Warren Manzoni, a fiú   | John D'Leo           | Timon Barnabás     |
| Robert Stansfield, FBI-ügynök          | Tommy Lee Jones      | Tordy Géza         |
| Di Cicco                               | Jimmy Palumbo        | Várkonyi András    |
| Caputo                                 | Domenick Lombardozzi | Király Attila      |
| Rocco                                  | Jon Freda            | Bezerédi Zoltán    |
| Don Luchese                            | Stan Carp            | Szélyes Imre       |
| Bernie                                 | Anthony Desio        | Schneider Zoltán   |
| szomszéd                               | Oisin Stack          | Szokolay Ottó      |
| Henri                                  | Mario Pecqueur       | Szatory Dávid      |
| Mr. Lemercier                          | Cédric Zimmerlin     | Seres Dániel       |

## Filmzene
| #   | Cím                                              | Hossz |
| --- | ------------------------------------------------ | ----- |
| 1.  | Gangster Tango                                   | 1:34  |
| 2.  | 20 Million Dollars (Interlude Dialogue)          | 0:18  |
| 3.  | Me and My Baby                                   | 2:38  |
| 4.  | First Love                                       | 0:42  |
| 5.  | The Body                                         | 0:49  |
| 6.  | Shoot the Dog (Interlude Dialogue)               | 0:21  |
| 7.  | Teens Fight Back                                 | 1:35  |
| 8.  | Once Upon a Time                                 | 0:54  |
| 9.  | Both Arms and Both Legs (Interlude Dialogue)     | 0:22  |
| 10. | The Plumber                                      | 1:01  |
| 11. | Bad Guys in Town                                 | 3:06  |
| 12. | The Greatest                                     | 3:22  |
| 13. | I Want My Water Crystal Clear                    | 1:34  |
| 14. | Best Dad Ever                                    | 0:55  |
| 15. | The Bomb                                         | 0:47  |
| 16. | New York, I Love You but You're Bringing Me Down | 5:35  |
| 17. | Bazooka                                          | 1:46  |
| 18. | Manzoni the Writer                               | 1:10  |
| 19. | I Gave You My Soul                               | 1:14  |
| 20. | They Found Us (Interlude Dialogue)               | 0:12  |
| 21. | They Are Here                                    | 1:42  |
| 22. | The Battle                                       | 2:05  |
| 23. | After the War                                    | 1:40  |
| 24. | Doce doce                                        | 4:20  |
| 25. | Clint Eastwood                                   | 4:25  |